# William Walker (actor)
William Franklin Walker (1 de julio de 1896 - 27 de enero de 1992) fue un actor televisivo y cinematográfico estadounidense, recordado principalmente por su papel del Reverendo Sykes en el film de 1962 To Kill a Mockingbird.

## Biografía
Nacido en Pendleton (Indiana), Walker empezó a actuar en 1946, prolongándose su carrera a lo largo de cuatro décadas, durante las cuales intervino en numerosas series televisivas y largometrajes cinematográficos, destacando de entre ellos Goodyear Television Playhouse, The Twilight Zone, Rawhide, Daniel Boone, Good Times, Big Jake, What's Happening!!, Twilight's Last Gleaming, Billy Jack Goes to Washington, Maurie, A Piece of the Action, The Girl Who Had Everything y La patrulla de los inmorales.
Walker estuvo casado desde 1962 con la actriz canadiense Peggy Cartwright, miembro del reparto original de la serie de cortos cómicos La Pandilla, en uno de los primeros matrimonios interraciales de Hollywood al ser él afroamericano.
William Walker falleció a causa de un cáncer el 27 de enero de 1992 en Woodland Hills (Los Ángeles), California. Fue enterrado junto a su esposa en el Cementerio Riverside National de Riverside, California.